# ГЕС Quijos
ГЕС Quijos – гідроелектростанція, що спорудужується на північному сході Еквадору. Знаходячись перед ГЕС Кока-Кодо-Сінклер, становитиме верхній ступінь каскаду у сточищі річки Кока, правої притоки Напо, котра в свою чергу є лівою притокою Амазонки.
В межах проекту облаштують два водозабори на Quijos (правий витік Коки) та її лівій притоці Папаллакта, від яких прямуватимуть тунелі діаметром по 3,8 метра та довжиною 2,8 км та 2,9 км відповідно. Після їх зустрічі починатиметься об’єднаний дериваційний тунель довжиною 3,4 км, який переходитиме у напірний водовід довжиною 0,9 км з діаметром 2,8 метра. В системі також працюватиме вирівнювальний резервуар з верхньою камерою висотою 29 метрів та діаметром 15 метрів і з’єднувальною шахтою висотою 93 метра з діаметром 2,8 метра.
Машинний зал, розташований неподалік від устя Папаллакти, обладнають трьома турбінами типу Френсіс загальною потужністю 50 МВт, які працюватимуть при напорі у 136 метрів та забезпечуватимуть виробництво 355 млн кВт-год електроенергії на рік. 
Відпрацьована вода повертатиметься у річку по відвідному каналу довжиною 0,1 км.
Видача продукції відбуватиметься по ЛЕП, розрахованій на роботу під напругою 138 кВ.
Будівельні роботи почались у 2012 році та посувались із затримками проти затвердженог графіку. У підсумку в кінці 2015-го замовник розірвав контракт із генеральним підрядником – китайською компанією CNEEC. На той момент ступінь готовності проекту оцінювалась у 46%.